# Église Santa Maria di Costantinopoli

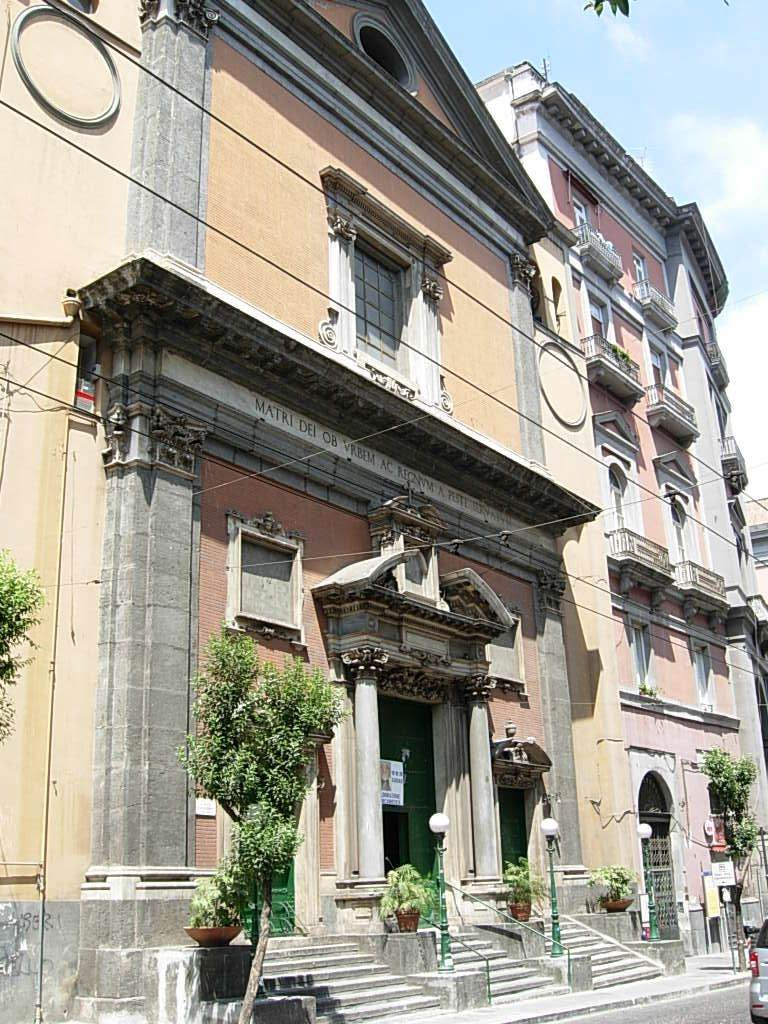
Façade de l'église Sainte-Marie-de-Constantinople.

L'église Santa Maria di Costantinopoli (Sainte-Marie-de-Constantinople) est une église de Naples située via Santa Maria di Costantinopoli, dans le quartier San Lorenzo au cœur historique de la cité parthénopéenne. Elle dépend de l'archidiocèse de Naples. Elle est dédiée à la Vierge de Constantinople.

## Histoire
Alors que la ville était menacée en 1528 d'une épidémie de peste et assiégée au cours de la Septième guerre d'Italie, une femme âgée appelle, après une vision de la Madone de Constantinople, à la construction d'une église qui lui serait dédiée avec son icône. La construction commence en 1575 et elle est achevée en 1586, puis l'église est remaniée dans certains détails par le frère Giuseppe Nuvolo, de l'ordre des frères prêcheurs.

## Description

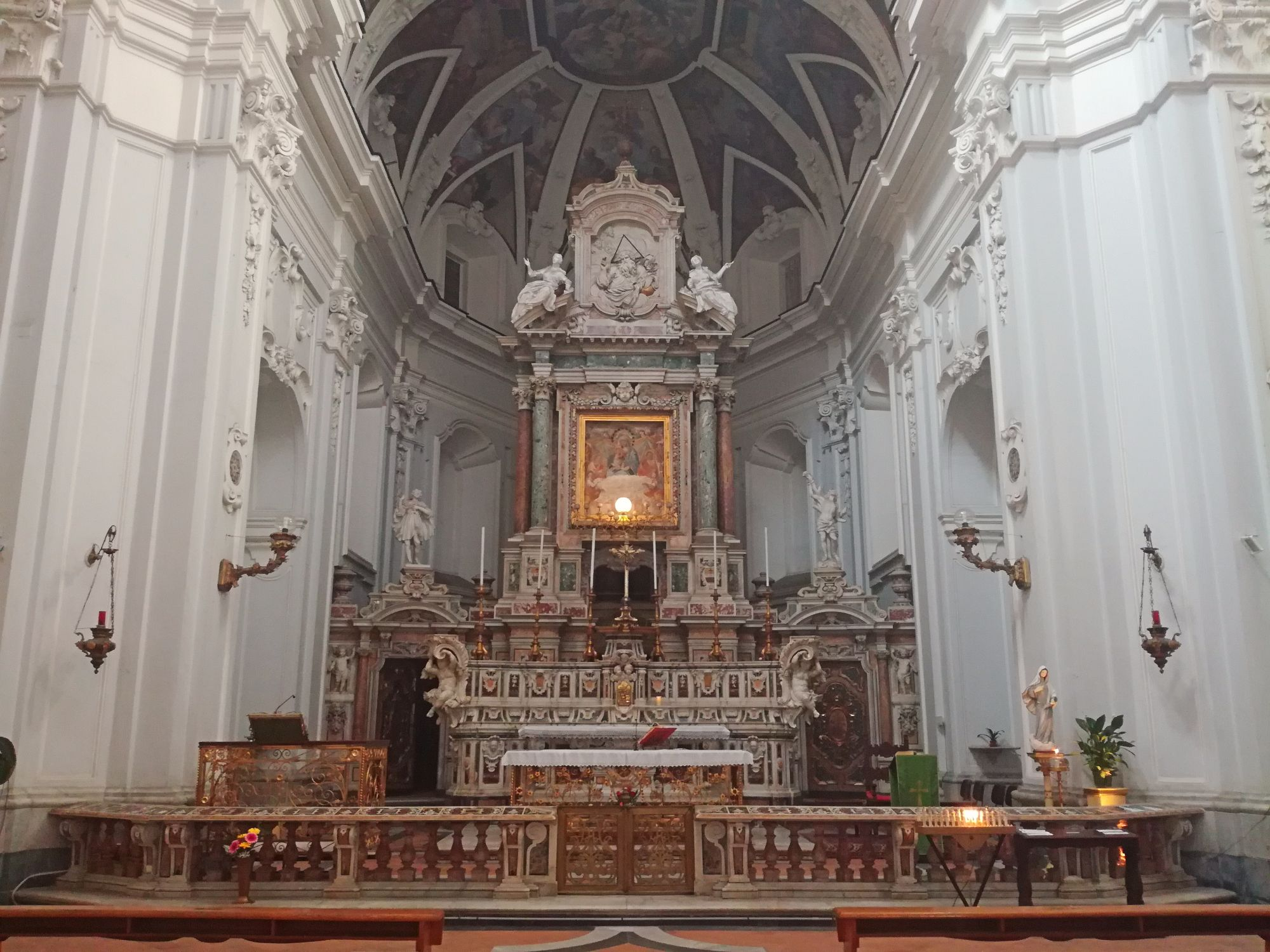
Vue du maître-autel.

Comme le laisse deviner la façade (datant de 1633) à trois portails, l'église comportait trois nefs à l'origine. Les nefs latérales ont été supprimées pour laisser place à un grand espace rectangulaire. La coupole est recouverte de majoliques. La façade à deux niveaux est surmontée d'un tympan en fronton triangulaire.
L'intérieur abrite cinq chapelles latérales avec un décor de stuc blanc de la main de  Vaccaro et un plafond de bois à caissons dorés. Il présente sur les côtés les armoiries de la place du Peuple et à la croisée celles du tribunal Saint-Laurent.
La première chapelle possède une Madone de la Pureté du XVIe siècle, la quatrième un grand tableau du peintre flamand Aert Mytens qui vécut à Naples dans les années 1580-1590. Il représente Le Martyre de saint Barthélémy. Un édicule de marqueterie polychrome et de nacre constitue le monument funéraire du médecin G. Bartiromo, placé au troisième pilastre à droite de la nef. Juste en face, se trouve le buste de Girolamo Flerio, monument funéraire d'inspiration baroque d'un bienfaiteur de l'église. On remarque dans le transept de gauche celui du juriste Nunzio Pelliccia.
Le maître-autel placé dans le chœur est en marbre polychrome. C'est une œuvre majeure de Cosimo Fanzago. Le milieu de la corniche de marbre est occupé par une fresque du XVe siècle représentant la Madone de Constantinople surmontée d'un bas-relief du Père éternel, le tout flanqué de la statue de saint Roch et de celle de saint Sébastien au dessus des portes latérales,

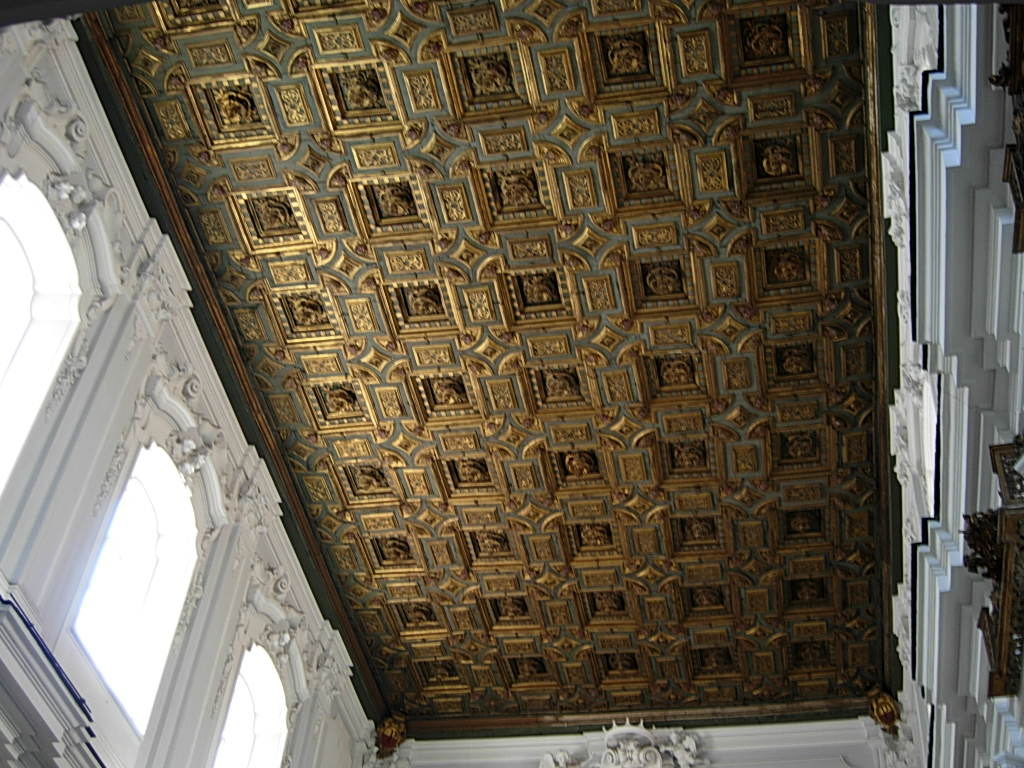
Plafond à caissons
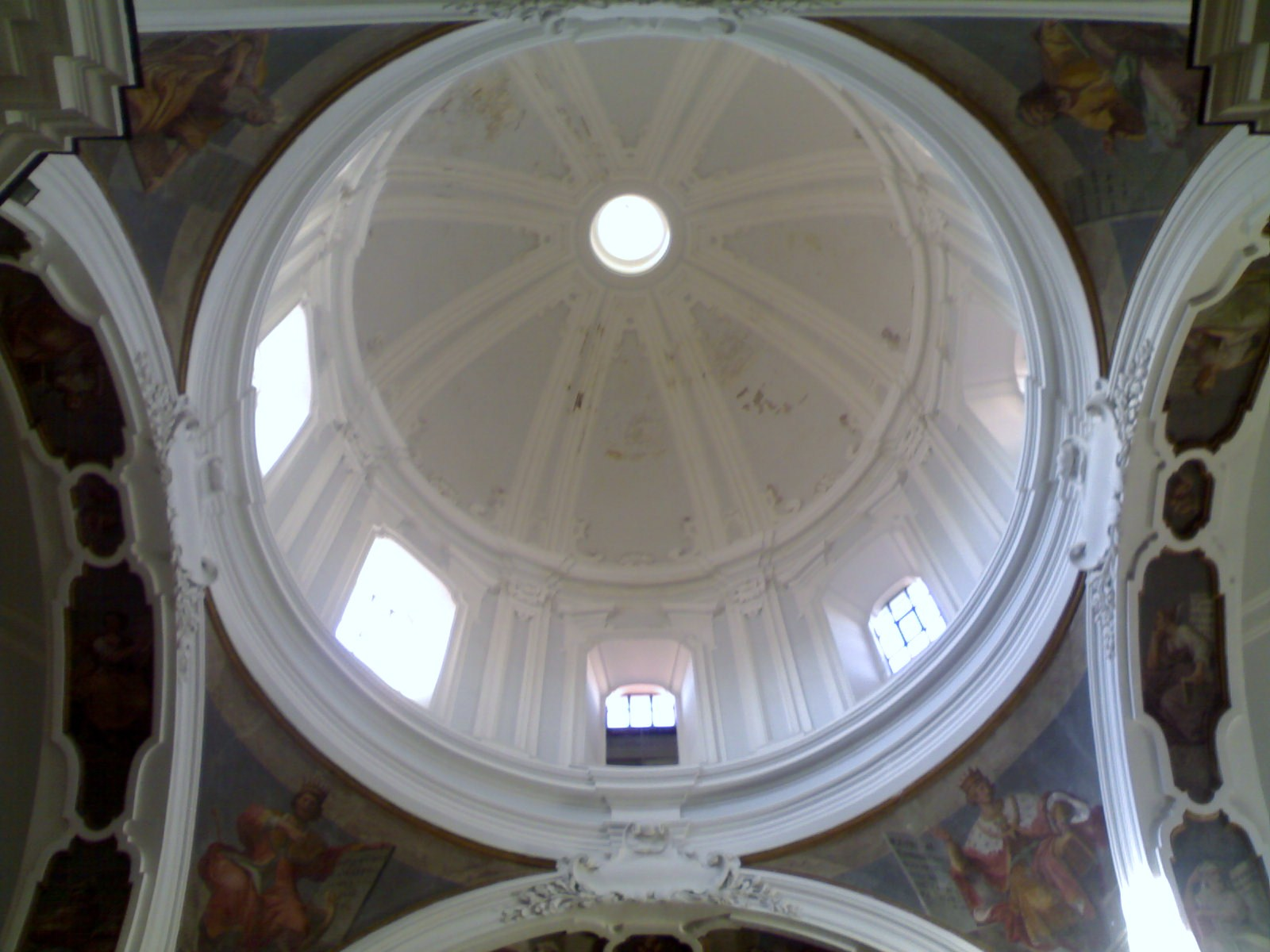
Coupole
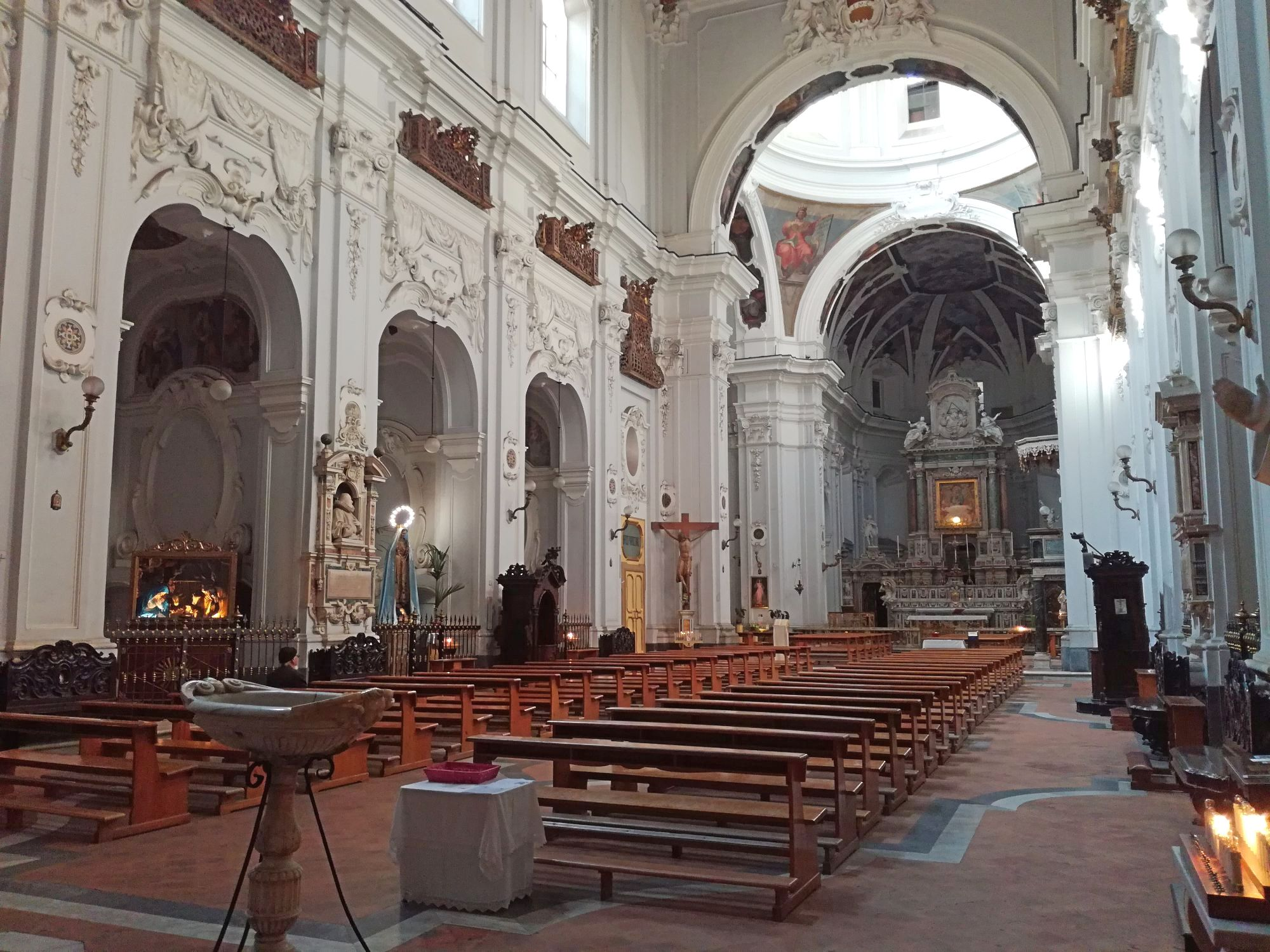
Intérieur de l'église

La lunette de l'abside est décorée d'une fresque de Corenzio figurant La Vierge et saint Jean-Baptiste suppliant la Très Sainte Trinité de libérer Naples de la peste (1615). Corenzio est aussi l'auteur des Sibylles et des Prophètes sous la croisée, ainsi que des panaches de la coupole.